# 목판 인쇄
목판 인쇄(木版印刷)는 목판을 이용한 인쇄이다. 텍스트, 그림 전반에 걸쳐서 활용되었다.

## 역사
동아시아에서 최초로 사용하였다. 최초에는 날염 방식이었으나 후에는 종이에도 사용하였다. 한국의 무구정광대다라니경이 세계에서 현존하는 가장 오래된 목판 인쇄본으로 검증되었다. 서양의 목판 인쇄 기술은 훨씬 나중에야 보급되었으며, 활자의 경우 약 400년 정도 뒤쳐졌었다. 13세기에 이르러서는 금속 활자 기술도 발전하였으나 문자의 수가 많은 중국어의 특성상 여전히 목판 인쇄 기술을 더 선호하였다. 동아시아에서는 19세기까지도 목판 인쇄 기술을 사용했었다.

## 한국
한국에는 목판으로 인쇄된 두루마리, 무구정광대다라니경이 한점 있는데, 이는 세계에서 가장 오래된 목판으로 인쇄된 문서이다. 그 뒤에도 한국에는 고려 때 몽골의 침입을 물리쳐달라는 기원을 하며 목판으로 새긴 세 개의 대장경을 만들었다. 그 중에서 초조대장경과 소실 대장경은 침입자들에 의해 소실되었으며, 팔만대장경은 지금까지도 전해진다. 목판 인쇄로 찍어낸 목판본은 같은 목판을 사용하여 계속해서 찍어낼 수 있었다.

### 문화재
- 불국사 삼층석탑 사리장엄구 - 무구정광대다라니경 - 대한민국 국보 제126-6호

## 같이 보기
- 도장
- 목판화